# Stephan Puchner
Stephan Puchner (* 8. Mai 1971 in Erlangen) ist ein deutscher Schriftsteller, Drehbuchautor und Regisseur.

## Leben und Werk
Puchner wuchs in Nürnberg auf. Er ist Absolvent der Hochschule für Fernsehen und Film München.
In den 1990er-Jahren drehte er international erfolgreiche Kinokurzfilme, wie Der Sortierer mit Christoph Gareisen, eine Hommage an den expressionistischen Stummfilm, der im offiziellen Wettbewerb der internationalen Filmfestspiele Cannes seine Premiere feierte, und Flut mit Rufus Beck und Rudolf Wessely, der ans absurde Theater Samuel Becketts erinnert.
1996 arbeitete Stephan Puchner als Bernd Eichingers Regieassistent bei "Das Mädchen Rosemarie. Von 1997 bis 1998 betreute er als Projektentwickler und Producer für Constantin Film die Drehbuchentwicklung zahlreicher Fernseh- und Kinofilme für den Produzenten Bernd Eichinger. Seit 1998 ist Stephan Puchner freischaffender Autor und Dramaturg und schrieb als Drehbuchautor Filme wie Pornorama von Marc Rothemund und Musica Cubana – die Söhne von Buena Vista (zusammen mit German Kral), den Wim Wenders ausführend produzierte und der auf den Internationalen Filmfestspielen von Venedig seine Premiere feierte.
Seit 2002 unterrichtet Stephan Puchner an der Hochschule für Fernsehen und Film München Drehbuch und Dramaturgie.
2008 erschien im Verlag Hoffmann und Campe sein Debütroman Nebelheim, der wegen seiner sprachlichen und erzählerischen Qualitäten von einigen Kritikern mit den Werken von Umberto Eco, Daniel Kehlmann und Stefan Zweig auf eine Stufe gestellt wurde.
Puchner lebt in München.

## Auszeichnungen
Puchners Kurzfilme wurden mit zahlreichen internationalen Preisen ausgezeichnet, u. a. mit dem
- Hessischen Filmpreis[4], einem *Sonderpreis „für Innovation und Bildsprache“ des Internationalen Kurzfilmfestivals Bilbao, einer
- Nominierung für den Deutschen Kurzfilmpreis, dem
- Münchner Filmförderpreis[5] und dem
- Silver Plaque Award auf dem Chicago International Film Festival.

## Literarische Werke
- Nebelheim. Roman, 384 Seiten. Hoffmann und Campe, Hamburg 2008. ISBN 978-3-455-05960-1

## Werke als Regisseur
- 1992:	Der Sortierer
- 1994:	Flut
- 1995:	Palumbina – Eine Trivialromanze
- 1996:	German Classics (Fernsehdokumentation)

## Werke als Drehbuchautor
- 2004:	Musica Cubana – Die Söhne von Buena Vista (zus. mit German Kral)
- 2007: Pornorama oder Die Bekenntnisse der Mannstollen Näherin Rita Brauchts, Regie: Mar Rothemund
- 2023: Adiós Buenos Aires